# Bousies
Bousies is een gemeente in het Franse Noorderdepartement (Frans: département du Nord) (regio Hauts-de-France). De plaats maakt deel uit van het arrondissement Avesnes-sur-Helpe. De gemeente telde 1.770 inwoners op 1 januari 2022.

## Geografie
De oppervlakte van Bousies bedroeg op 1 januari 2022 9,88 vierkante kilometer; de bevolkingsdichtheid was toen 179,1 inwoners per km².

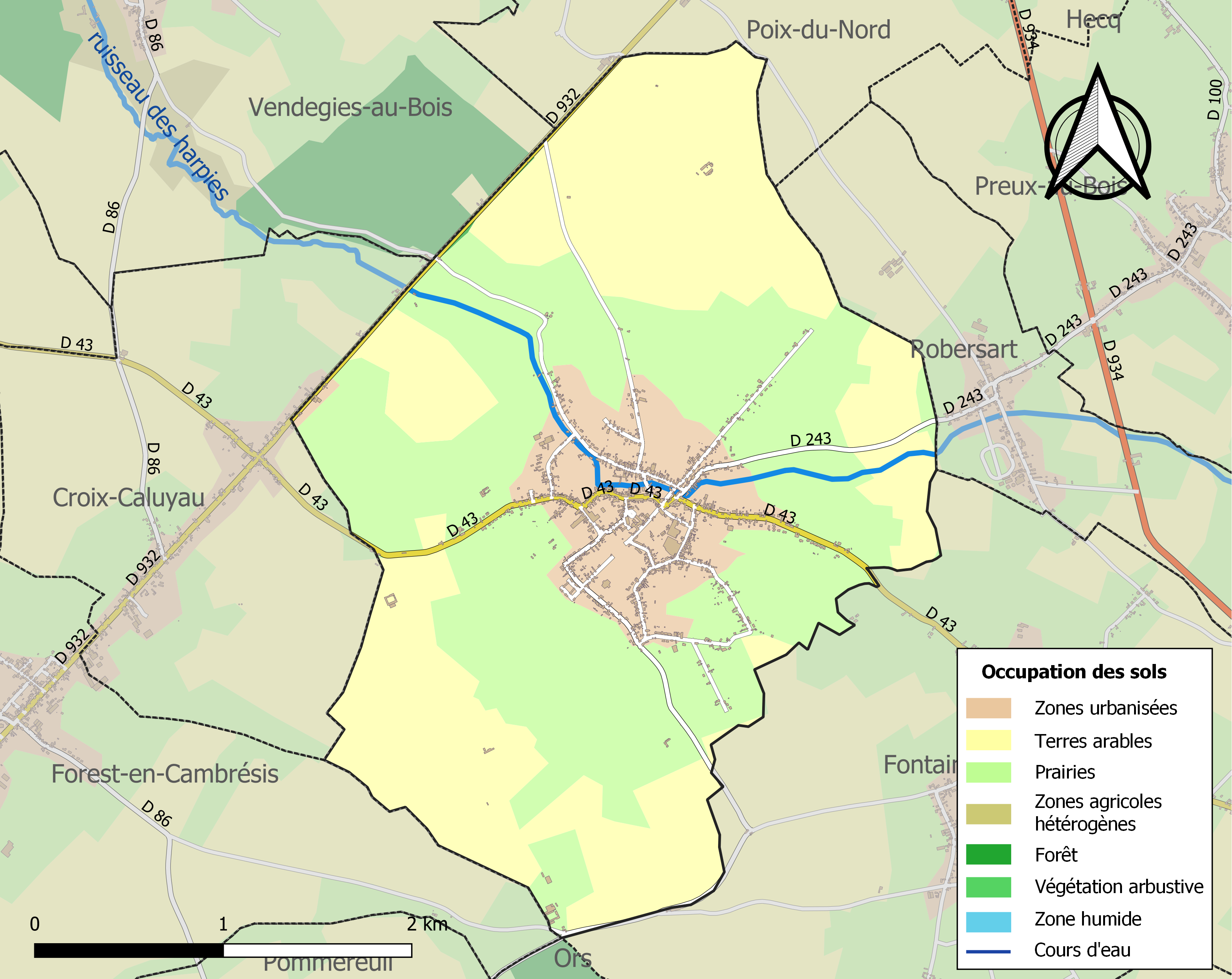
Kaart van de gemeente met belangrijkste infrastructuur, bodemgebruik en omliggende gemeenten

## Demografie
Onderstaande figuur toont het verloop van het inwonertal (bron: INSEE-tellingen).